# Estoy con los hipopótamos
Estoy con los hipopótamos (título original en italiano: Io sto con gli ippopotami) es una película de comedia de aventuras de 1979 dirigida por Italo Zingarelli y protagonizada por el dúo cinematográfico de Terence Hill y Bud Spencer.
Se trata de una coproducción de Italia y Alemania occidental (RFA).

## Sinopsis
El rubio y flaco Slim y el gordo y barbudo Tom se reencuentran en un poblado africano donde Tom tiene montada una curiosa agencia de safaris y turismo, que es saboteada por Slim cuando quieren cazar animales, pero que al final gracias a su colaboración consigue prosperar y compran un autobús. Aunque sus padres eran hermanos, los primos Slim y Tom no se parecen en nada, pero en esta ocasión, de mutuo acuerdo, convienen en desbaratar los turbios manejos de una banda de traficantes de animales salvajes que se dedican a capturar fieras con destino a los zoos extranjeros, exportándolas clandestinamente. La banda está dirigida por Ormond, un ex-campeón de boxeo violento y sin escrúpulos, que actúa con absoluta impunidad protegido por un verdadero ejército de matones a sus órdenes. Pero Slim y Tom se enfrentarán a Ormond.

## Reparto
- Terence Hill como Slim
- Bud Spencer como Tom
- Joe Bugner como Jack "Hammer" Ormond
- May Dlamini como Mama Leone, la curandera
- Dawn Jürgens como Stella, la amada de Slim
- Malcolm Kirk como el secuaz calvo de Ormond
- Ben Masinga como Jason, el doctor
- Les Marcowitz como Trixie, el secuaz bajito de Ormond
- Johan Naude como Jefe ruso de los secuaces de Ormond
- Nick Van Rensburg como Jugador con bigote del casino
- Hugh Rouse como capitán de policía, que arresta a Slim y Tom
- Mike Schutte como secuaz de Ormond achaparrado
- Kosie Smith como el secuaz de Ormond con bigote
- Joseph Szucs como Jefe alemán de los secuaces de Ormond
- Sandy Nkomo como Senghor, el padre de Stella
- Tony Binarelli como el trilero con parche (*Mago famoso en la vida real y doble de manos de Hill con las cartas)

## Banda sonora
Al igual que muchas otras películas de Spencer & Hill, su banda sonora y tema principal "Grau Grau Grau" (ambos compuestos e interpretados por Walter Rizzati, con el propio Spencer proporcionando la voz principal en la canción) se hicieron muy populares en Italia en el momento del estreno de la película, y siguen siendo populares entre la base de fans internacionales del dúo.